# Reinhard Spieler

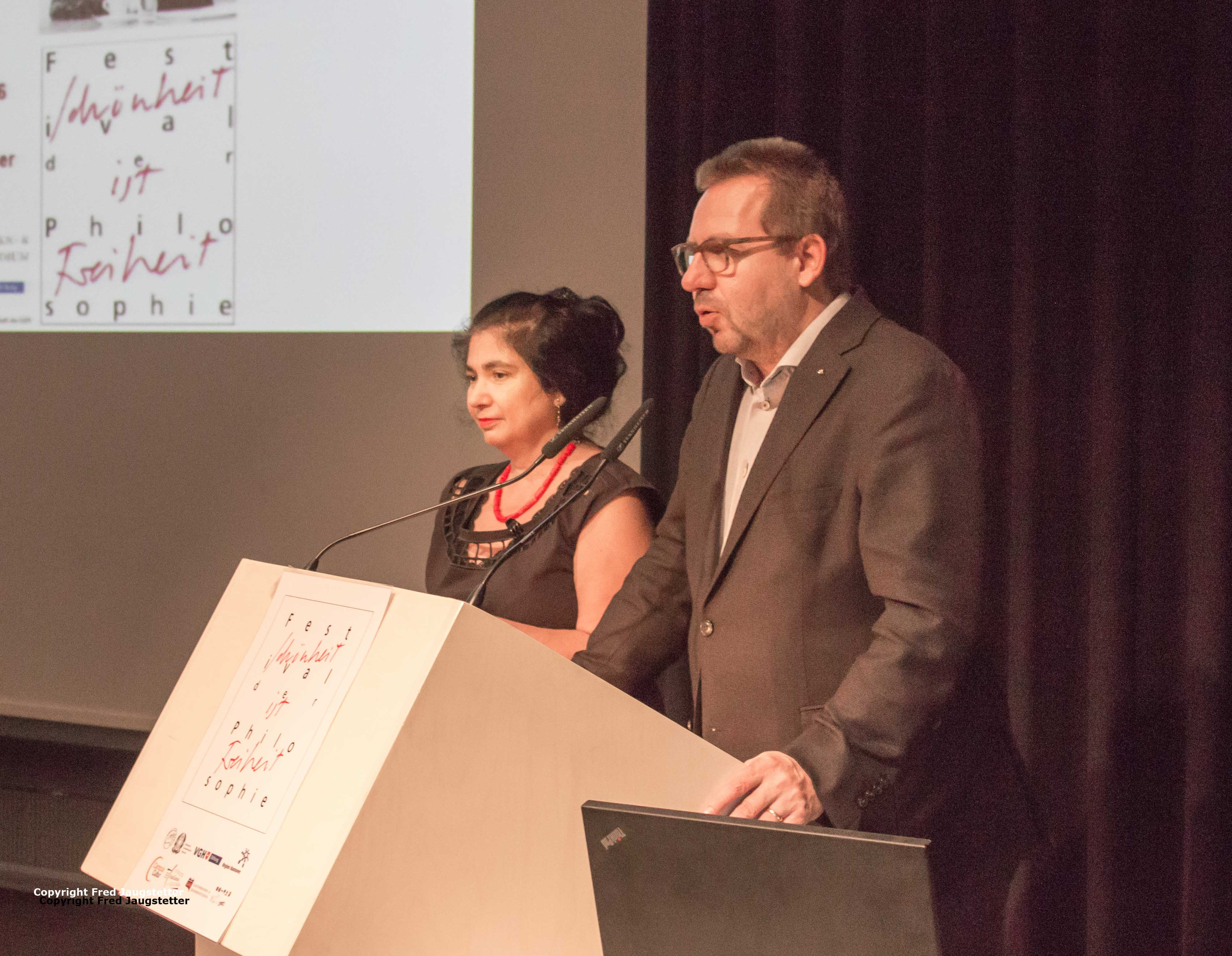
Reinhard Spieler und Assunta Verrone beim Festival der Philosophie 2016 im Sprengel Museum Hannover

 Reinhard Spieler (* 1964 in Rotenburg an der Fulda) ist ein deutscher Kunsthistoriker und seit 2014 in der Nachfolge von Ulrich Krempel Direktor des Sprengel Museums in Hannover. Zuvor war er seit 2007 Direktor des Wilhelm-Hack-Museums in Ludwigshafen am Rhein.

## Leben
Reinhard Spieler studierte Kunstgeschichte, Klassische Archäologie und Neuere deutsche Literatur in München, Berlin und Paris und wurde 1997 bei Uwe M. Schneede mit einer Arbeit über die Triptychen von Max Beckmann promoviert. 1997/98 absolvierte er ein wissenschaftliches Volontariat an der Kunstsammlung Nordrhein-Westfalen (Düsseldorf) und war im Anschluss dort bis 2000 als wissenschaftlicher Mitarbeiter beschäftigt. 2002 wechselte als Gründungsdirektor an das Museum Franz Gertsch im schweizerischen Burgdorf bei Bern. Dort organisierte er neben einer großen Franz-Gertsch-Retrospektive Ausstellungen zu Gerhard Richter und Lucio Fontana sowie zahlreiche Themenausstellungen. 2007 übernahm er die Leitung des Wilhelm-Hack-Museums in Ludwigshafen am Rhein, das er nach einer umfangreichen Sanierung 2009 mit der Ausstellung „alles“ – einer Präsentation der kompletten Sammlung mit knapp 10.000 Werken, gezeigt ohne jede Ordnung in Petersburger Hängung – wiedereröffnete.
Neben seiner Museums- und Ausstellungstätigkeit hat er Lehraufträge an der Kunstakademie Düsseldorf sowie an den Universitäten Düsseldorf, Bern und Heidelberg wahrgenommen. Seine Interessens- und Forschungsschwerpunkte betreffen zum einen die Klassische Moderne und da vor allem Max Beckmann, über den er zahlreiche Bücher und Texte verfasst hat – so bspw. „Max Beckmann. Bildwelt und Weltbild in den Triptychen“, 1998 und „Max Beckmann. Der Weg zum Mythos“, 1994 – zum anderen die zeitgenössische Kunst in allen Medien und Erscheinungsformen.
Seit Mai 2018 ist Reinhard Spieler Mitglied im Vorstand des Deutschen Museumsbundes und vertritt dort die Interessen der Kunstmuseen in Deutschland.

## Ausstellungen (Auswahl)
- 2020: Albert Oehlen – Carroll Dunham. Bäume/Trees,[5] Sprengel Museum Hannover
- 2019: Elementarteile. Grundbausteine des Sprengel Museum Hannover und seiner Kunst,[6] Sprengel Museum Hannover
- 2019: Alice Aycock,[7] Sprengel Museum Hannover
- 2018: Florentina Pakosta,[8] Sprengel Museum Hannover
- 2016: Julian Rosefeldt: Manifesto,[9] Sprengel Museum Hannover
- 2015: Zehn Räume, drei Loggien und ein Saal,[10] Sprengel Museum Hannover
- 2012/2013: Schwestern der Revolution – Künstlerinnen der Russischen Avantgarde, Wilhelm-Hack-Museum, Ludwigshafen am Rhein
- 2011/2012: I love ALDI. Das Prinzip Discount, Wilhelm-Hack-Museum, Ludwigshafen am Rhein
- 2010: Tatjana Doll. Toxic Chemicals, Wilhelm-Hack-Museum, Ludwigshafen am Rhein
- 2009/2010Gegen jede Vernunft. Surrealismus Paris – Prag, Wilhelm-Hack-Museum, Ludwigshafen am Rhein und Kunstverein Ludwigshafen
- 2009: Anton Henning. Antonym. Malerei, Zeichnung und Skulptur 1990–2008, Wilhelm-Hack-Museum, Ludwigshafen am Rhein und Kunsthalle Mannheim
- 2009: Alles. 9236 Werke, Wilhelm-Hack-Museum, Ludwigshafen am Rhein
- 2006: The Sublime is Now! Das Erhabene in der zeitgenössischen Kunst, Museum Franz Gertsch, Burgdorf 2006
- 2007: Franz Gertsch. Die Retrospektive, Museum Franz Gertsch, Burgdorf und Kunstmuseum Bern, Bern 2005; Ludwig Forum für Internationale Kunst, Aachen 2006; Kunsthalle Tübingen, Tübingen 2006; Albertina (Wien), Wien und MUMOK, Wien 2007
- 2005: Gerhard Richter – Ohne Farbe, Museum Franz Gertsch, Burgdorf
- 2004: True lies. Lügen und andere Wahrheiten in der zeitgenössischen Fotografie, Museum Franz Gertsch, Burgdorf 2004 (mit Maurizio Cattelan, Sophie Calle, Taryn Simon, Lois Renner, Slawomir Elsner, Filipa César u. a.)
- 2001: Personal Light. 10 Lichtkunstpositionen, Kunsthaus Hamburg
- 2000: Ich ist etwas Anderes. Kunst am Ende des 20. Jahrhunderts. Kunstsammlung NRW/K20, Düsseldorf (mit Armin Zweite und Doris Krystof)
- 1999: News., Video- und Audioinstallation von Julian Rosefeldt und Piero Steinle, Kunstsammlung NRW, Düsseldorf 1998; Galerie für zeitgenössischen Kunst Leipzig und ZKM Karlsruhe